# 藪内亮輔
藪内 亮輔（やぶうち りょうすけ、1989年10月10日 - ）は、日本の歌人。現在は京都府京都市南区にある洛南高等学校で数学教師として勤める傍ら短歌の創作活動を続ける。

## 経歴
京都大学1回生のとき、島崎健の和歌の授業に影響を受け、翌年度に京大短歌、塔短歌会に入会。2011年、「海蛇と珊瑚」50首で第57回角川短歌賞次席。2012年、「冬の鷺」30首で塔短歌会賞、「花と雨」50首で第58回角川短歌賞をそれぞれ受賞。。角川短歌賞では選考委員全員から1位に推され、当時の選考委員であった永田和宏は、これは同賞の歴史上初めてのことだろうと述べている。同年、同人誌「率」に2号より参加。
2018年、第一歌集『海蛇と珊瑚』を刊行。2019年、同歌集で第45回現代歌人集会賞を受賞。
2020年の第66回角川短歌賞より選考委員を担当。同賞としては初となる平成生まれの選考委員である。

## 著作

### 単著
- 『海蛇と珊瑚』、2018年、角川文化振興財団、ISBN 978-4-04-876416-2
- 『心臓の風化』、2024年、書肆侃侃房、ISBN 978-4-86385-635-6

### アンソロジー
- 山田航編『桜前線開架宣言　Born after 1970 現代短歌日本代表』、2015年12月25日、左右社、ISBN 978-4-86528-133-0